# Shukri Mabkhout
Shukri Mabkhout (àrab: شكري المبخوت, Xukrī al-Mabẖūt) (Tunis, 1962) és un acadèmic, crític i novel·lista tunisià. Va obtenir un doctorat en literatura per la Universitat de les Arts de la Manouba. Ha escrit diverses obres de crítica literària i és membre del consell de diverses revistes literàries. També és el rector de la Universitat de la Manouba. La novel·la de debut de Mabkhout, الطلياني, aṭ-Ṭalyānī, L'italià, va guanyar el Premi Internacional de Ficció Àrab de l'any 2015.